# Meeting du Pas-de-Calais 2011
Meeting du Pas-de-Calais 2011 – halowy mityng lekkoatletyczny, który odbył się 8 lutego we francuskim Liévin. 

## Rezultaty
| NR – rekord kraju \| WL – najlepszy tegoroczny wynik na listach światowych \| SB – najlepszy wynik zawodnika w sezonie \| PB – rekord życiowy |

### Mężczyźni
| Konkurencja:              | 1. miejsce        | Rezultat      | 2. miejsce          | Rezultat    | 3. miejsce       | Rezultat   |
| Bieg na 60 m              | Lerone Clarke     | 6,59 SB       | Michael Rodgers     | 6,60        | Kim Collins      | 6,61       |
| Bieg na 200 m             | Sebastian Ernst   | 20,93         | Christophe Lemaitre | 21,18 SB    | Dmitro Ostrowski | 21,56 SB   |
| Bieg na 300 m             | Leslie Djhone     | 32,68 SB      | Roman Smirnow       | 32,75 NR PB | Jonathan Borlée  | 32,79 PB   |
| Bieg na 800 m             | Richard Kiplagat  | 1:46,99 SB    | David Torrence      | 1:48,10 SB  | Jackson Kivuna   | 1:48,18 SB |
| Bieg na 1500 m            | Nixon Chepseba    | 3:34,98 WL PB | William Biwott      | 3:35,23 PB  | Deresse Mekonnen | 3:35,51 SB |
| Bieg na 60 m przez płotki | Dayron Robles     | 7,57          | Jeff Porter         | 7,57 PB     | Dimitri Bascou   | 7,60       |
| Skok o tyczce             | Renaud Lavillenie | 5,90          | Malte Mohr          | 5,75        | Romain Mesnil    | 5,70 SB    |
| Trójskok                  | Teddy Tamgho      | 17,64 WL SB   | Alexis Copello      | 17,14 SB    | Marian Oprea     | 17,07      |

### Kobiety
| Konkurencja:              | 1. miejsce       | Rezultat   | 2. miejsce           | Rezultat   | 3. miejsce         | Rezultat   |
| Bieg na 60 m              | Ołesia Powch     | 7,17       | Paulette Zang-Milama | 7,17       | Gloria Asumnu      | 7,26 SB    |
| Bieg na 800 m             | Jennifer Meadows | 2:00,29 SB | Linda Marguet        | 2:01,87 PB | Natalia Lupu       | 2:02,06 PB |
| Bieg na 3000 m            | Mekdes Bekele    | 8:55,08 PB | Lidia Chojecka       | 8:55,91 SB | Mary Teresa Cullen | 8:56,89 SB |
| Bieg na 60 m przez płotki | Kellie Wells     | 7,85 WL PB | Vonette Dixon        | 8,02       | Derval O’Rourke    | 8,03 SB    |
| Trójskok                  | Olha Saładucha   | 14,37 SB   | Simona La Mantia     | 14,05      | Petia Dachewa      | 13,97      |

## Rekordy
Podczas mityngu ustanowiono 2 krajowe rekordy w kategorii seniorów:
| Zawodnik      | Reprezentacja | Konkurencja   | Rezultat |
| ------------- | ------------- | ------------- | -------- |
| Aziz Ouhadi   | Maroko        | bieg na 200 m | 21,19    |
| Roman Smirnow | Rosja         | bieg na 300 m | 32,75    |